# Xã South Moline, Quận Rock Island, Illinois
Xã South Moline (tiếng Anh: South Moline Township) là một xã thuộc quận Rock Island, tiểu bang Illinois, Hoa Kỳ. Năm 2010, dân số của xã này là 36.399 người.